# 安部孝骏
安部孝骏（日语：／ Abe Takatoshi，1991年11月12日—），日本男子田径运动员，2011年亚洲田径锦标赛男子400米栏金牌得主、2018年亚洲运动会男子400米栏和男子4×400米接力铜牌得主。